# Theodor Avé-Lallemant

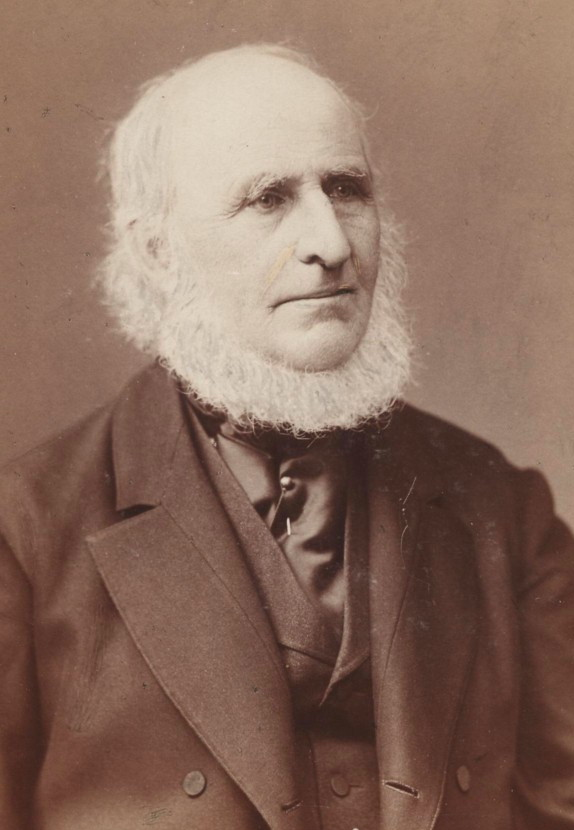
Theodor Avé-Lallemant.

Johann Theodor Friedrich Avé-Lallemant, född den 2 februari 1806 i Magdeburg, död den 9 november 1890 i Hamburg, var en tysk musikpedagog, -kritiker och -skribent. Han var bror till Friedrich Christian och Robert Christian Avé-Lallemant.
Avé-Lallemant var vän till Johannes Brahms och Robert Schumann. År 1862 slog Avé-Lallemants försök att skaffa Brahms dirigentposten i Hamburgs filharmoniska orkester, alternativt körledarbefattningen för Singakademie fel. Även om Brahms inte hade sökt tjänsterna direkt blev han djupt besviken över att Julius Stockhausen blev föredragen framför honom.